# Wallace Collection

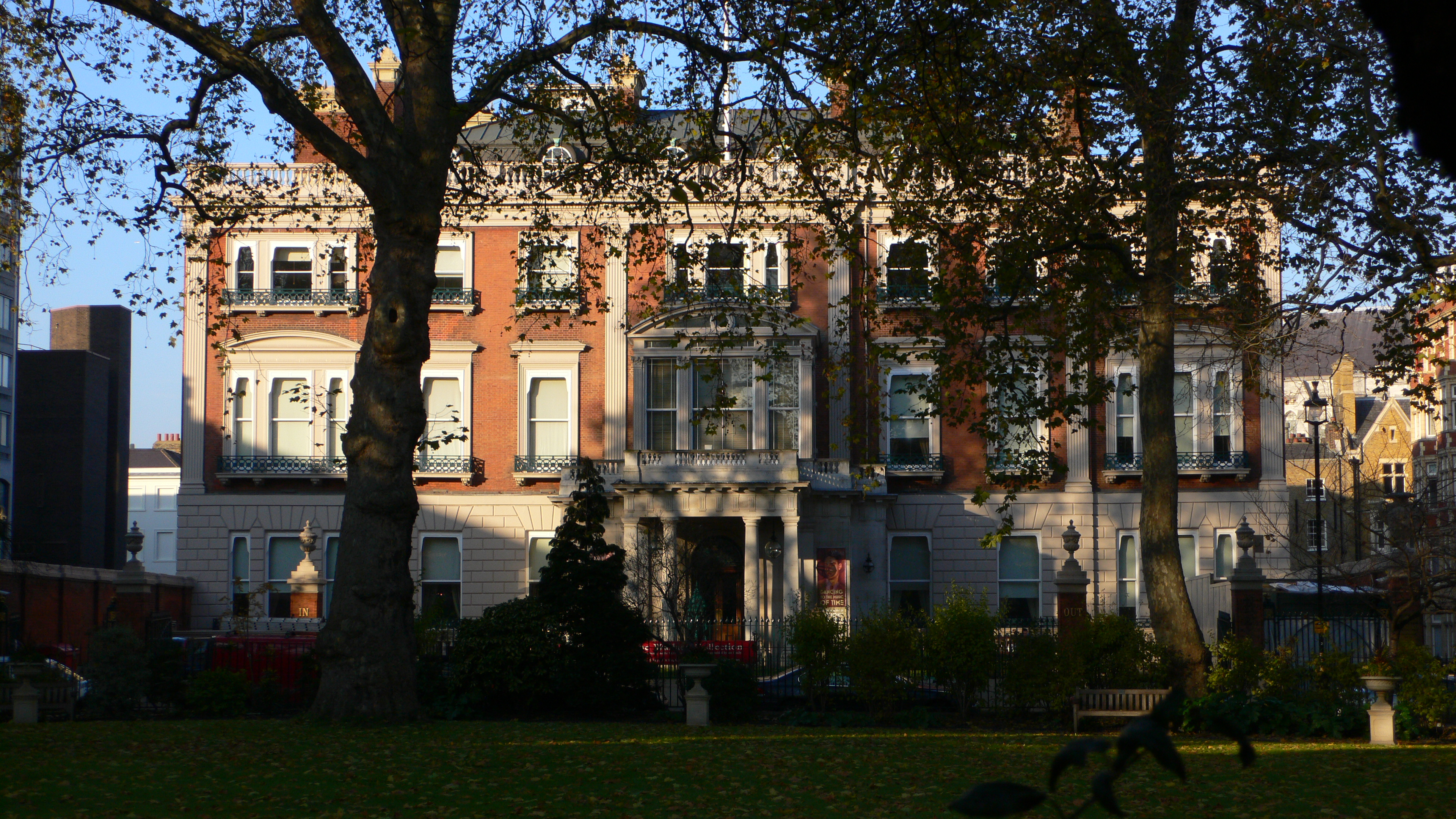
Hertford House

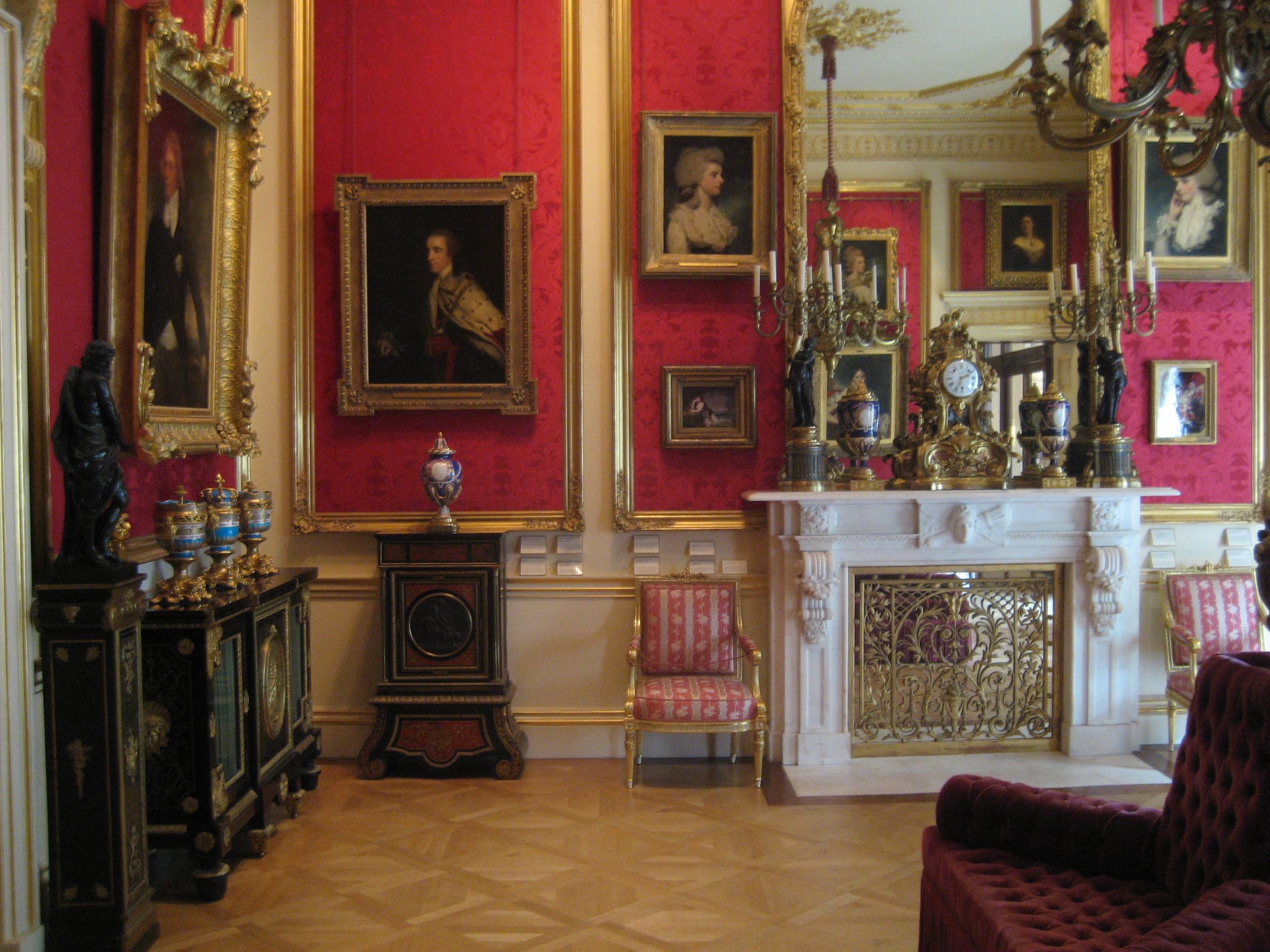
Jedna z sal muzeum

Wallace Collection – muzeum sztuki w Londynie ze zbiorami rodziny Seymour-Conway, zgromadzonymi w XVIII i XIX w., w 1897 przekazanymi narodowi angielskiemu, w 1900 udostępnionymi publiczności.
Muzeum mieści się w Hertford House (w ogrodach Manchester Square). Kolekcja (ok. 5500 obiektów) obejmuje wspaniały zbiór obrazów i mebli z XVIII w. oraz imponującą kolekcję militariów. Szczególnie bogato reprezentowane jest malarstwo holenderskie i flamandzkie XVII w. oraz portret angielski XVIII w.

## Wybrani malarze i obrazy
- François Boucher – 20
- Giovanni Antonio Canal – 19
- Aelbert Cuyp – 6
- Antoon van Dyck – 4
- Jean-Honoré Fragonard – 8
- Jean-Baptiste Greuze – 19
- Francesco Guardi – 9
- Meindert Hobbema – 5
- Gabriël Metsu – 5
- Bartolomé Esteban Murillo – 8
- Rembrandt – 6
- Joshua Reynolds – 12
- Peter Paul Rubens – 9
- Jan Steen – 5
- Horace Vernet – 24
- Jean Antoine Watteau – 9
- Jan Weenix – 13
- Philips Wouwerman – 6